# Бикът Фердинанд
Бикът Фердинанд (на английски: Ferdinand) е американска анимация от 2017 г. по книгата The Story of Ferdinand от 1936 г. Филмът озвучават Джон Сина, Кейт Макинън, Джина Родригес, Давид Дигс, Габриел Иглесиас, Боби Канавеле и Дейвид Тенант.

## Сюжет
Фердинанд е испански боен бик, който предпочита да се наслаждава на благоуханния аромат на цветята и да практикува ненасилие, вместо да преследва червени платове, размахвани от матадорите на арената. Но бедата го застига – като всеки боен бик в Испания е отведен на арената, и Фердинанд трябва да реши дали е боен бик или добронамерен бик-любител на цветята.Не е лесно за Фердинанд да направи избора си: дали да последва сърцето си или да покаже на биковете, че не е мекушав.

## Актьори
- Джон Сина – Фердинанд
- Кейт Маккинън – Лупе, старата коза
- Джина Родригес – Уна, таралежът
- Давид Ригс – Дос, плъхът
- Габриел Иглесиас – Куатро, таралежът
- Боби Канавале – Валиенте, бикът
- Дейвид Тенант – Ангъс, бикът
- Антъни Андерсън – Бонс, бикът
- Фрула Борг – Ханс, конят
- Сали Филипс – Грета, кобилата
- Борис Коджо – Клаус, конят
- Джеръд Кармайкъл – Пако, кучето
- Раул Еспарса – Марено
- Карал Мартинес – Исабел
- Мигел Анхел Силвестре – Ел Примеро, матадорът

## Премиера
Филмът излиза в САЩ на 15 декември 2017 г. в 3D и 2D формат. Премиерата му в България е една седмица по-късно.